# Kalabo
Kalabo è un centro abitato dello Zambia, situato nella Provincia Occidentale.